# Anartodes dovrensis
Anartodes dovrensis är en fjärilsart som beskrevs av Otto Staudinger 1901. Anartodes dovrensis ingår i släktet Anartodes och familjen nattflyn. Inga underarter finns listade i Catalogue of Life.